# Contraalmirall

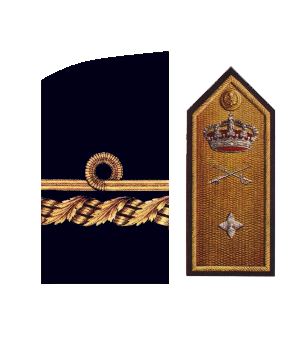
Divises de Contraalmirall de l'Armada Espanyola.

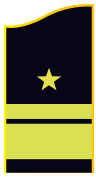
Entorxat de Màniga de Contraalmirall de l'Armada de Xile.

Contraalmirall és un grau militar dels oficials de l'Armada, equivalent a General de Brigada a l'Exèrcit de terra i les Forces aèries. És un grau d'oficial general que està per sobre de capità de navili, i immediatament per sota del grau de vicealmirall. A Espanya, les divises de contraalmirall són un entorxat i damunt seu, un galó de 14 mil·límetres. A l'Armada Argentina els contraalmiralls porten un galó de 28 mm i un galó de 14 mm. A la Marina dels Estats Units existeixen dos graus de contraalmirall: Rear Admiral-lower half (un estel), equivalent al grau O-6 de l'OTAN, i Rear Admiral (dos estels) equivalent al grau O-7 de l'OTAN. A Xile, els contraalmiralls porten galons daurats en la bocamàniga, un galó de 45 mm i un galó de 16 mm i sobre ells un estel daurat. A l'Armada peruana, els contraalmiralls porten 2 sols daurats i per damunt d'ells una ancora daurada. A Panamà, porten un galó de 28 mm, un galó de 14 mm i un estel de cinc puntes.
El terme deriva del francès contre-amiral.
Els graus de l'almirallat en l'Armada Espanyola són:
- Contraalmirall
- Vicealmirall
- Almirall
- Almirall general
- Capità general de l'Armada